# Casa do Carballo de Galdo
La casa do Carballo de Galdo, situada en la carretera que une Vivero con Lugo, está en la parroquia de Galdo en la ciudad de Vivero. 
Junto a su finca, fue uno de los numerosos bienes incautados por los Reyes Católicos tras mandar arrestar y decapitar a Pardo de Cela, y el único que a posteriori, junto al Coto de Cajorro, le devolvieron a la hija de Pero Pardo, Beatriz, pues ya muriera su madre, Isabel de Castro, que fuera quién los reclamara. Así lo dice la "Relazón da Carta Executoria":
a primeira facenda que lle deron posesion, foy o lugar do Carvallo do Galdo, en vouz, é nome de toudos mays bes.
Se conoce que de esta finca se producían anunalmente alrededor de 10 toneles de vino. La adquirió el Mariscal y su mujer en la década de 1450 siendo una de las residencias preferidas por el Mariscal. 
Este edificio fue propuesto a la ciudad de Viveiro para incluirlo en la Ruta de Pardo de Cela.
- Datos: Q8341813